# Serbia Challenger Open
Il Serbia Challenger Open, noto in precedenza come MT:S Open powered by Sony Ericsson e GEMAX Open, è stato un torneo professionistico di tennis che fa parte dell'ATP Challenger Tour. Si giocava annualmente a Belgrado, in Serbia, dal 2002; le prime edizioni si sono disputate sul sintetico del Tennis Club Gemax dal 2002 al 2010. Il torneo non si è giocato dal 2011 al 2020, nel 2021 è tornato nel circuito con la 9ª edizione, che al contrario delle precedenti si è giocata sui campi in terra rossa del Novak Tennis Centre, sempre a Belgrado. Nel 2021 si è svolta anche la prima edizione del torneo femminile, di categoria WTA 125.

## Albo d'oro

### Singolare maschile
| Anno       | Campione                | Finalista          | Punteggio        |
| ---------- | ----------------------- | ------------------ | ---------------- |
| 2021       | Roberto Carballés Baena | Damir Džumhur      | 6–4, 7–5         |
| 2020- 2011 | Non disputato           | Non disputato      | Non disputato    |
| 2010       | Karol Beck              | Ilija Bozoljac     | 7–5, 7–6(4)      |
| 2009       | Viktor Troicki          | Dominik Hrbatý     | 6–4, 6–2         |
| 2008       | Roko Karanušić          | Philipp Petzschner | 5–7, 6–1, 7–6(5) |
| 2007       | Non disputato           | Non disputato      | Non disputato    |
| 2006       | Janko Tipsarević        | Tomáš Cakl         | 6–4, 4–1 ritiro  |
| 2005       | Dick Norman             | Jeroen Masson      | 6–2, 6–3         |
| 2004       | Nenad Zimonjić          | Marco Chiudinelli  | 2–6, 7–6(3) 6–4  |
| 2003       | Dennis van Scheppingen  | Markus Hantschk    | 7–5, 6–3         |
| 2002       | Mario Ančić             | Nenad Zimonjić     | 6–2, 6–3         |

### Doppio maschile
| Anno       | Campioni                               | Finalisti                          | Punteggio        |
| ---------- | -------------------------------------- | ---------------------------------- | ---------------- |
| 2021       | Guillermo Durán Andrés Molteni         | Tomislav Brkić Nikola Ćaćić        | 6–4, 6–4         |
| 2020- 2011 | Non disputato                          | Non disputato                      | Non disputato    |
| 2010       | Ilija Bozoljac Jamie Delgado           | Dustin Brown Martin Slanar         | 6–3, 6–3         |
| 2009       | Michael Kohlmann (2) Philipp Marx      | Aisam-ul-Haq Qureshi Lovro Zovko   | 3–6, 6–2, [10–8] |
| 2008       | Flavio Cipolla Konstantinos Economidis | Alessandro Motti Filip Polášek     | 4–6, 6–2, [10–8] |
| 2007       | Non disputato                          | Non disputato                      | Non disputato    |
| 2006       | Michael Kohlmann (1) Alexander Waske   | Ivo Minář Jan Minář                | 7–6(3), 6–3      |
| 2005       | Igor' Kunicyn Orest Tereščuk (2)       | Lukáš Dlouhý Jan Vacek             | walkover         |
| 2004       | Branislav Sekáč Orest Tereščuk (1)     | Darko Madjarovski Janko Tipsarević | 6–3, 6–4         |
| 2003       | Ilija Bozoljac Nenad Zimonjić          | Darko Madjarovski Janko Tipsarević | 6–1, 6–4         |
| 2002       | Dušan Vemić Lovro Zovko                | Jaroslav Levinský Tomáš Zíb        | walkover         |

### Singolare femminile
| Anno | Categoria | Campionessa               | Finalista   | Punteggio |
| ---- | --------- | ------------------------- | ----------- | --------- |
| 2021 | WTA 125   | Anna Karolína Schmiedlová | Arantxa Rus | 6–2, 6–2  |

### Doppio femminile
| Anno | Categoria | Campionesse                       | Finaliste                     | Punteggio |
| ---- | --------- | --------------------------------- | ----------------------------- | --------- |
| 2021 | WTA 125   | Vol'ha Havarcova Lidzija Marozava | Alëna Fomina Ekaterina Jašina | 6–2, 6–2  |